# 李獻明 (崇禎進士)
李獻明（？—1629年），字思皇，山東壽光縣人。明朝末年政治人物。

## 生平
天啓七年（1627年）丁卯科山東鄉試第一名舉人，崇禎元年（1628年）戊辰科進士。授保定府推官。次年十一月，清兵入關襲擾，兵臨遵化。巡撫王元雅與推官何天球、遵化知縣徐澤及先任知縣武起潛等憑城拒守。獻明正察核官庫，暫駐城中。有人勸其離開，認為此非其管轄之地，故無守土之責。獻明正色道：「莫非王土，安敢見危避難。」自請助守東門，城破身死。贈光禄寺少卿，蔭一子。《明史》有傳。